# Municipio de Robinson (condado de Washington)
El municipio de Robinson (en inglés: Robinson Township) es un municipio ubicado en el condado de Washington en el estado estadounidense de Pensilvania. En el año 2000 tenía una población de 2,193 habitantes y una densidad poblacional de 40 personas por km².

## Geografía
El municipio de Robinson se encuentra ubicado en las coordenadas 40°24′24″N 80°18′30″O / 40.40667, -80.30833.

## Demografía
Según la Oficina del Censo en 2000 los ingresos medios por hogar en la localidad eran de $37,083 y los ingresos medios por familia eran $41,813. Los hombres tenían unos ingresos medios de $35,275 frente a los $24,875 para las mujeres. La renta per cápita para la localidad era de $16,797. Alrededor del 8,0% de la población estaban por debajo del umbral de pobreza.